# Denominazioni islamiche

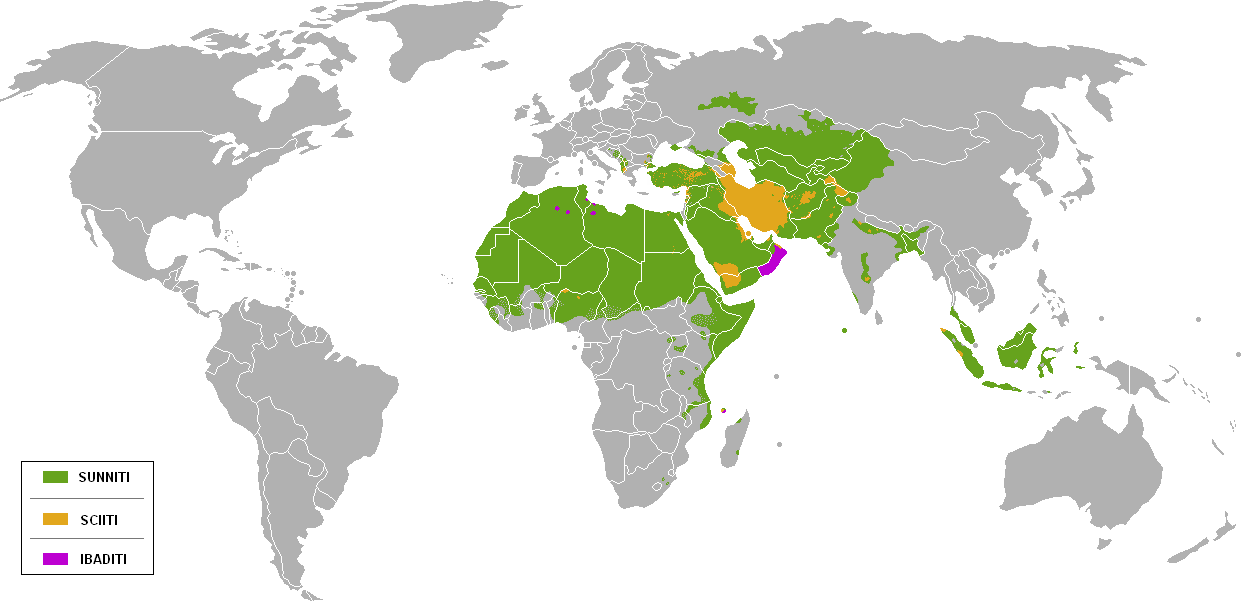
Area di diffusione dell'Islam: in verde il territorio dei Sunniti, in Giallo quello degli Sciiti, in viola quello degli Ibaditi.

Esiste in materia un pluralismo di scuole giuridiche (madhhab) e teologiche, con numerose diverse interpretazioni di una stessa fattispecie giuridica (salvo l'impossibilità di discutere gli assetti dogmatici dell'Islam, che non sono contestabili, per non incorrere automaticamente nella condanna di kufra - infedeltà massima - che fa conseguire la qualifica di "eretico" - kāfir, pl. kāfirūn). Tutte le cosiddette "scienze religiose" (ʿulūm dīniyya) tendono alla formazione di un consenso maggioritario (ijmāʿ) circa il modo d'interpretare il disposto coranico e sciaraitico. Tale consenso potrà comunque mutare nel tempo, in caso si esprima in tal senso una nuova maggioranza. Si parla di una vera e propria "polverizzazione" dei modi di giudicare della umma, divisa in numerose scuole teologiche e giuridiche, alle quali potrebbe aggiungere anche l'enorme differenziato panorama costituito dalle confraternite mistiche, tanto che qualcuno ritiene che, più che parlare di islam, si dovrebbe parlare di "pluralità di islam" (Islams in inglese). Nell'Islam, i musulmani vengono differenziati in:
- Sunniti, che sono la grande maggioranza in quasi tutti i paesi islamici (tranne in Iran, Iraq, Azerbaigian, Bahrein e Oman). Si dividono in Hanafismo, Malikismo, Sciafeismo, Hanbalismo; la Conferenza islamica mondiale a Groznyj del 2016 ha dichiarato il Salafismo ed il Wahhabismo denominazioni non sunnite (e quindi non hanbalite).
- Sciiti, che costituiscono la minoranza più consistente (circa il 10%). Essi si richiamano all'eredità di ʿAlī ibn Abī Ṭālib, cugino e genero di Maometto, e dei suoi figli al-Ḥasan b. ʿAlī e, più in particolare, di al-Ḥusayn b. ʿAlī.
- Kharigiti, un tempo abbastanza diffusi, specialmente in Nordafrica, Iraq e Penisola Araba, si dividevano in numerosi sottogruppi - Sufriti, Azraqiti, Najadāt, Nukkariti, Ibaditi - e oggi, a seconda delle classificazioni, dalle due nuove frange del Salafismo e del Wahhabismo. Delle frange antiche sussistono solo gli:
  - Ibaditi presenti in Oman

Poi all'interno di tutte queste confessioni ci sono i sufi e non (che rifiutano l'approccio sufico considerato troppo libero).
Di derivazione islamica,  ma considerati eterodossi, sono invece:
- Gli alawiti, appartenenti a una setta minoritaria d'ispirazione sciita ma con forti tratti gnosticheggianti. Esprime il gruppo dirigente in Siria fin dall'epoca del Presidente Ḥāfiẓ al-Asad.
- I drusi, di originaria ispirazione ismailita ma presto abbondantemente diversificatisi, sorti in età fatimide all'epoca dell'Imàm-califfo al-Ḥākim. Sono presenti in Libano, nella regione montagnosa dello Shūf, come pure in Siria (Golan, Gebel Druso) e in Israele.
- I Bahāʾī, a loro volta gemmati dal Bábismo, costretti dalla Rivoluzione islamica dell'Iran a rifugiarsi in India e in Occidente (soprattutto Canada e Stati Uniti d'America). I suoi fedeli pretendono di costituire una religione "interamente nuova"[1] e non quindi un'eterodossia dell'islam.
- Gli aleviti sarebbe per alcuni uno dei tre rami dello Yazdanesimo appartenenti a una setta minoritaria d'ispirazione sciita duodecimana, ma con forti aspetti prossimi allo gnosticismo. Sono presenti soprattutto in Turchia dove rappresentano almeno il 15% della popolazione.
- Gli Ahl-e Ḥaqq, presenti in Iraq e in Iran, sarebbe per alcuni uno dei tre rami dello Yazdanesimo di ispirazione sciita ma marcatamente eterodossa.
- L'Aḥmadiyya di Qādyān (India settentrionale) e Lahore (Pakistan), fondata da Mirza Ghulam Ahmad.
- I sikh, presenti in India, nati dopo Muḥammad, che ritengono validi alcuni punti del credo islamico (tra cui il monoteismo). Sono considerati tuttavia appartenenti a una religione completamente distaccata dall'islam, e non una sua eterodossia.
- Gli yazidi, il cui sincretismo include anche alcuni elementi dell'islam, pur discostandosene sostanzialmente.
- La "Nation of Islam" presente negli Stati Uniti, di ispirazione sunnita ma marcatamente eterodossa, tanto da essere considerata dagli storici delle religioni come appartenente a una religione ormai completamente distaccata dall'islam, e non una sua generica eterodossia.